# Gewürztraminer

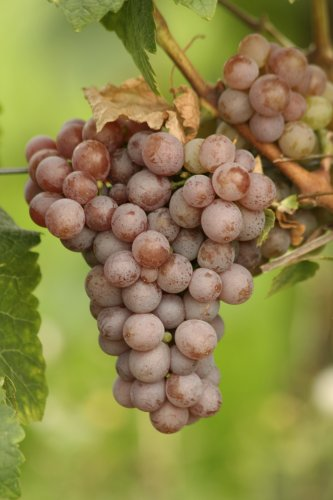
Gewürztraminer

De gewürztraminer is zowel een druivenras als een soort wijn die geheel of grotendeels bestaat uit druiven van dat ras. De druif typeert zich als aromatisch die het best gedijt in koudere klimaten. In de Elzas wordt gewürztraminer geschreven zonder umlaut, dus als gewurztraminer.
De variëteit heeft van nature een hoog suikergehalte en de wijnen gemaakt van deze druif zijn wit en meestal niet geheel droog.

## Druivenras
De druif wordt gerekend tot de witte druivensoorten. Vanwege de donkerroze tot blauwroze kleur ook wel Rode Traminer genoemd.
De soort is een geselecteerde mutatie van de traminer, een variëteit genoemd naar het in Italië gelegen Zuid-Tirolse dorp Tramin. Een aantal andere rassen zijn door kruising verkregen uit de traminer of gewürztraminer, zoals riesling.

## Wijn
De soort komt als cépage-wijn voor in de Franse Elzas. In Duitsland wordt zij ook met succes verbouwd in bijna elk wijngebied. In het wijngebied Baden wordt de druif ook wel Klevner genoemd. Daarnaast is de druif populair in Kroatië, met name in het continentale deel van het land, in Slavonië en de wijngebieden langs de Donau. Ook andere wijnlanden kennen de gewürztraminer als een druif die de basis kan zijn voor bijzondere wijnen.
Wijnen die gemaakt worden van de gewürztraminer zijn zeer markant. Ze geven een kruidige en krachtige geur, en een volle smaak waar vaak iets van lychees in te herkennen valt. De wijn die van deze druif gemaakt wordt laat zich goed combineren met kruidige gerechten, zoals met Elzasser zuurkool en met pittige gerechten uit de Aziatische keuken.